# Fekete János (tárnokmester)
Fekete János (galántai) (Nagyszombat, 1774. január 22. – Nagyszombat, 1831. szeptember 1.) kerületi táblai ülnök, tármokmester.

## Élete
Fekete Mihálynak, a kerületi tábla ülnökének fia volt. 1820-ban Pozsony megye alispánja és 1825-ben a Dunán inneni kerületi tábla ülnöke, később tárnokmester lett. Kolerában halt meg.

## Munkái
Idvezlő beszéde gr. Pálfi Leopoldhoz, midőn Poson vár és Poson vármegyének főispánságába be iktattatnék. Pozsony, 1822.